# Цистра
Цѝстра (на латински: cistre) се нарича струнен лютнев музикален инструмент, подобен по външен вид на мандолината, с алтово-тенорово звучене. Разпространен е в Европа през 16-17 век. Има от 4 до 12 двойни металически струни, които се настройват различно, а грифът с метални позиционни преградки. По-късно се появява и басова разновидност на цистрата, която е снабдена с допълнителен гриф за басовите струни. Този инструмент излиза от употреба през 19 век.